# SLATS
SLATS (oder auch Super Low Altitude Test Satellite, Tsubame (japanisch つばめ ‚Schwalbe‘)) war ein Technologieerprobungssatellit der japanischen Raumfahrtbehörde JAXA. SLATS arbeitete zuletzt auf einer relativ niedrigen Umlaufbahn. Der Satellit bestimmte die Menge des atomaren Sauerstoffs in der Hochatmosphäre. Durch Einsatz eines Ionentriebwerks konnte ermittelt werden, welcher Schub notwendig war, um die Reibung auszugleichen und die Höhe zu halten.

## Aufbau

### Antrieb
SLATS verfügte sowohl über ein übliches chemisches Triebwerk als auch über einen Ionenantrieb, der zwar relativ wenig Schub entwickelt, dafür aber im Dauerbetrieb sehr effizient ist, um die Luftreibung auszugleichen. Der chemische Antrieb bestand aus vier Triebwerken mit je 1 N Schub. Als Treibstoff wurde Hydrazin (N2H4) verwendet. Für den Ionenantrieb trug SLATS zehn Kilogramm Xenon als Stützmasse, wobei das Ionentriebwerk zwischen 10 und 28 Millinewton Schub erzeugte. Das Triebwerk benötigte mehr als 370 Watt Leistung zur Schuberzeugung, die von den ausfahrbaren Solarpaneelen des Satelliten bereitgestellt wurden, die in der Lage waren, bis zu 1140 Watt zu erzeugen.

### Experimente
Der Satellit führte drei Experimente mit. Der Atomic Oxygen Fluence Sensor  (AOFS) verwendete acht Quarzkristall-Mikrowaagen, um die Masse von Polyimid-Filmproben, die auf dem Satelliten montiert waren, zu überwachen. Die Masse nimmt ab, wenn der Film mit Sauerstoffatomen in der oberen Atmosphäre reagiert, so dass die Menge des vorhandenen atomaren Sauerstoffs berechnet werden kann. Der Material Degradation Monitor  (MDM) überwachte mit einer Kamera Materialproben, die auf der Unterseite des Satelliten angebracht waren und untersuchte, wie sie auf die Exposition gegenüber dem Weltraum reagieren. Der Optical Sensor  (OPS) war eine kleine Erdbeobachtungskamera, mit der der Grad der Verbesserung der Bildauflösung bei einer niedrigeren Umlaufbahn bestimmt wird.

## Missionsverlauf
Der Satellit wurde als Sekundärnutzlast von einer H-IIA am 23. Dezember 2017 vom Raketenstartplatz Tanegashima gestartet. Zuerst wurde in 798 km Höhe die Hauptnutzlast GCOM-C ausgesetzt, dann verringerte die Rakete wieder die Bahnhöhe und setzte SLATS in einer elliptischen Umlaufbahn mit einem Perigäum von 450 km und einem Apogäum von 643 km aus. SLATS nutzte sein chemisches Triebwerk, um in mehreren Stufen bis März 2018 auf eine Kreisbahn in 393 km Höhe zu gelangen. Durch Luftreibung verringerte sich die Bahnhöhe bis Ende August 2018 auf 368 km, wobei sich der Einfluss der Hochatmosphäre als geringer als erwartet herausstellte. Im März 2019 betrug die Bahnhöhe 271 km, worauf der Ionenantrieb einen Monat lang aktiv war, um die Höhe zu halten. Weitere Untersuchungsphasen von je etwa einer Woche erfolgten auf Bahnhöhen von 250 km, 240 km und 230 km. Einen Monat lang blieb SLATS auf 217 km und eine Woche auf 181 km. Mehrere Tage lang betrug die Bahnhöhe 167 km, wobei SLATS zusätzlich zum Ionenantrieb auch das Hydrazin-Triebwerk verwenden musste, um die Luftreibung auszugleichen. SLATS verglühte am 2. Oktober 2019.